# Marcela Angarita
Marcela Angarita (Bogotá, 1973) es una modelo, diseñadora y actriz colombiana.

## Biografía
Graduada en diseño de modas del célebre Istituto Marangoni de Milán, Italia. Realizó proyectos de modelaje para fotografía de moda en Milán, Roma, París, México y Colombia, llegando a ser imagen internacional de firmas como Kadus.
Inicio sus estudios actorales con el maestro Alfonso Ortiz en Colombia. Posteriormente, en México recibió capacitación actoral en el CEA, Centro de Educación Artística de Televisa. En España, país donde se nacionalizó, completó su desarrollo educativo en artes escénicas en el Estudio Internacional del Actor Juan Carlos Corazza.
En 2008 la importante publicación colombiana SoHo (revista), mediante una encuesta denominó a Marcela Angarita como “La más sexual de Colombia”. El nombramiento fue acompañado de la portada # 94 de la prestigiosa revista con fotos realizadas por Pizarro en una paradisíaca isla del Caribe.

## Filmografía

### Telenovelas
| Año  | Producción                            | Personaje          | Notas |
| ---- | ------------------------------------- | ------------------ | ----- |
| 2005 | La saga, negocio de familia           | Lina               |       |
| 2004 | Ángel de la guarda, mi dulce compañía | Alejandra Valencia |       |
| 1998 | Castillo de Naipes                    | Victoria           |       |
| 1997 | Perfume de agonía                     | Zoraida            |       |
| 1996 | Hechizo                               |                    |       |
| 1996 | Mascarada                             |                    |       |
| 1996 | Guajira                               |                    |       |

### Otros
| Año  | Producción  | Personaje | Notas |
| ---- | ----------- | --------- | ----- |
| 1995 | Esquina Sur |           |       |

### Seriados
| Año  | Producción     | Personaje     | Notas |
| ---- | -------------- | ------------- | ----- |
| 2007 | Tu voz estéreo |               |       |
| 2007 | El Ventilador  | Lucero Bernal |       |
| 2006 | Así es la vida |               |       |
| 2006 | Decisiones     |               |       |

### Teatro
| Año  | Producción                | Personaje | Director       | País     |
| ---- | ------------------------- | --------- | -------------- | -------- |
| 1999 | Andrés, Ahí Viene El Tren |           | Casa del Actor | México   |
| 1997 | Cómo Acabar Con Bergman   |           | Alfonso Ortiz  | Colombia |